# Greg Fitzpatrick
Greg Fitzpatrick oder Gregory James Fitzpatrick (* 1. Juni 19?? in New Brunswick) ist ein US-amerikanischer Stuntman und Schauspieler.

## Leben
Nach seiner Jugend in New York studierte Fitzpatrick Englische Literatur und Philosophie, widmete sich dann aber der Schauspielerei, die ihn nach Los Angeles führte. Zuerst übernahm er kleinere Rollen in Fernsehserien wie Silk Stalkings und Martial Law. Seine Karriere als Stuntman begann Ende der 1990er Jahre mit Stunts in Filmen wie Star Force Soldier. 
Nachdem er 2003 in Der Appartement Schreck Ben Stiller gedoubelt hatte, kam er in verschiedenen weiteren Filmen Stillers als Stunt-double zum Einsatz, so unter anderem in Starsky & Hutch (2004), Der Date Profi (2006) und Tropic Thunder (2008). Zuletzt kam er 2024 in Nutcrackers zum Einsatz. Ab 2008 übernahm er auch die Rolle als Stunt-double für Robert Downey Jr. in den Iron Man-Filmen. Zahlreiche Einsätze hatte er ab Boss Level (2020) für Frank Grillo. 
Für seine Rollen in Iron Man und Starsky & Hutch wurde er zwei Mal mit dem Taurus World Stunt Award ausgezeichnet.
Seit 2012 koordinierte Fitzpatrick auch Stunts in Produktionen, so in African Gothic (2013) oder in den Fernsehserien PEN15, American Horror Story, You’re the Worst, Adam Ruins Everything oder Lethal Weapon.
Als Schauspieler wirkte Fitzpatrick ab 1996 in 44 verschiedenen Fernsehserien und Filmen in Nebenrollen mit und übernahm auch Sprechrollen in Videospielen und trat einige Male auf der Theaterbühne auf.

## Filmografie (Auswahl)
Stuntman und Stunt double
- Frontline (1999)
- Der Appartement Schreck (2003) für Ben Stiller
- Species 3 (2004)
- Meine Frau, ihre Schwiegereltern und ich (2004) für Ben Stiller
- Starsky & Hutch (2004) für Ben Stiller
- Neid (2004) für Ben Stiller
- Voll auf die Nüsse (2004) für Ben Stiller
- Der Date Profi (2006) für Ben Stiller
- Nachts im Museum (2006)
- Nach 7 Tagen - Ausgeflittert (2007) für Ben Stiller
- Tropic Thunder (2008) für Ben Stiller
- Iron Man (2008) für Robert Downey Jr.
- Der Solist (2009) für Robert Downey Jr.
- Nachts im Museum 2 (2009) für Ben Stiller
- The Marc Pease Experience (2009) für Ben Stiller
- Iron Man 2 (2010) für Robert Downey Jr.
- Meine Frau, unsere Kinder und ich (2010)
- Aushilfsgangster (2011) für Ben Stiller
- The Watch - Nachbarn der 3. Art (2012)
- Iron Man 3 (2013) für Robert Downey Jr.
- Das erstaunliche Leben des Walter Mitty (2013) für Ben Stiller
- Godzilla (2014)
- Nachts im Museum - Das geheimnisvolle Grabmal (2014)
- Zoolander 2 (2016) für Ben Stiller
- Arrested Development (2018–2019) für Ben Stiller
- Point Blank (2019) für Frank Grillo
- Boss Level (2020) für Frank Grillo
- Hubie Halloween (2020) für Ben Stiller
- The Little Things (2021) für Rami Malek
- Copshop (2021) für Frank Grillo
- This Is the Night (2021) für Frank Grillo
- Shattered - Gefährliche Affäre (2022) für Frank Grillo
- A Day to Die (2022) für Frank Grillo
- Little Dixie (2023) für Frank Grillo
- Hounds of War (2024) für Frank Grillo
- Nutcrackers (2024) für Ben Stiller
- Long Gone Heroes (2024) für Frank Grillo
- Werewolves (2024) für Frank Grillo

Stuntkoordinator
- African Gothic (2013)
- The Last Immortals (2013)
- Acting Dead (2016)
- Next Time on Lonny (2011)
- Other Space (2015)
- Big Time in Hollywood, FL (2015)
- Zoolander 2 (2016)
- Realityhigh (2017)
- Another Period (2015–2018)
- Adam Ruins Everything (2015–2019)
- You’re the Worst (2014–2019)
- American Horror Story (2019)
- Psychedelische Abenteuer: Have a good trip! (2020)
- PEN15 (2020)